# Джонс, Кортни
Кортни Джонс (англ. Courtney Jones; 30 апреля 1933 года, Великобритания) — фигурист из Великобритании, четырёхкратный чемпион мира 1957—1960 годов, пятикратный чемпион Европы 1957—1961 годов, пятикратный чемпион Великобритании 1957—1961 годов в танцах на льду. Выступал в паре с Джун Маркхам, позднее с Дорин Денни.

## Карьера
Кортни Джонс выступал с двумя партнёршами и худшими достижениями пары были вторые места с Джун Маркхам. Весной 1958 года она неожиданно приняла решение прекратить выступать в большом спорте. Джонс занялся поиском новой партнёрши, и вскоре встал в пару с Дорин Денни. С ней они не проиграли ни одного официального старта. Пара планировала защитить свой титул в 1961 году, но из-за трагедии в авиакатастрофе американской сборной чемпионат был отменён. В знак траура пара приняла решение завершить свою карьеру.

## После спортивной карьеры
Кортни Джонс за заслуги в фигурном катании в 1980 году награждён Орденом Британской империи. Является членом совета ИСУ. В 1986 году Кортни Джонс был введён в Зал славы мирового фигурного катания. Огромное время он уделял своему хобби, был дизайнером по костюмам. Именно он создавал костюмы знаменитым британским чемпионам Джейн Торвилл и Кристоферу Дину.
Продолжительное время возглавлял Ассоциацию фигурного катания Великобритании.

## Спортивные достижения
(с  Джун Маркхам)
| Соревнования/Сезоны       | 1956 | 1957 | 1958 |
| ------------------------- | ---- | ---- | ---- |
| Чемпионаты мира           | 2    | 1    | 1    |
| Чемпионаты Европы         | 2    | 1    | 1    |
| Чемпионаты Великобритании |      | 1    | 1    |

(с  Дорин Денни)
| Соревнования/Сезоны       | 1959 | 1960 | 1961 |
| ------------------------- | ---- | ---- | ---- |
| Чемпионаты мира           | 1    | 1    |      |
| Чемпионаты Европы         | 1    | 1    | 1    |
| Чемпионаты Великобритании | 1    | 1    | 1    |